# Idioma eblaíta
El eblaíta es un extinto idioma semítico oriental que se habló en el tercer milenio a. C. en la antigua ciudad de Ebla, en Siria. Está considerado el idioma semítico más antiguo.
El idioma, estrechamente relacionado con el acadio, es conocido por las aproximadamente 17 000 tablillas escritas en escritura cuneiforme y que fueron encontradas entre 1974 y 1976 en las ruinas de la ciudad de Ebla. Las tablillas fueron descifradas en primer lugar por el italiano Giovanni Pettinato.